# كوا
الكوا (الاسم العلمي: Coua) هي جنس من الطيور يتبع الفصيلة الواقواقية من رتبة الواقواقيات.

## أنواع الكوا
- كوا آكلة للحلزون
- كوا عملاقة
- كوا كوكريلية
- كوا حمراء الصدر
- كوا حمراء الجبهة
- كوا راكضة
- كوا حمراء الرأس
- كوا متوجة
- كوا زرقاء
- كوا فيروية